# الحناكيش (فلم)
الحناكيش فيلم مصري من نوع اجتماعي درامي، من بطولة كمال الشناوى ونبيلة عبيد انتج في عام 1986.

## ملخص الفيلم
تبدأ قصة الفيلم بعد مرور 25 سنة، يتقابل طاهر سليمان كمال الشناوي بعد عودته من المنفى مع ولديه عصام فاروق الفيشاوي وعمر حاتم ذو الفقار ويطلعهما على سر دفنه في حديقة الفيلا التي كان يمتلكها قبل نفيه لخزينة مليئة بالمجوهرات وسبائك الذهب. ويضع خطة لاستردادها بأن يغازل عصام الشغالة عواطف نبيلة عبيد التي تعمل لدى ساكن الفيلا، إلا أن عصام يقع في حبها ويطلعها على الخطة ويتفق الاثنان على الزواج بعد انهاء العملية. أثناء فرح ابنة ساكن الفيلا تنفذ الخطة ويحصل طاهر على المجوهرات، وينقلها إلى سيارة مجهزة ليهرب بها عن طريق البحر بعد أن يفر بمعاونيه ويقتل عواطف. لكن عصام يلحق به في الميناء ويتلف المصعد الذي يحمل السيارة فتقع على طاهر وتقتله وتتبعثر المجوهرات على رصيف الميناء

### شخصيات الفيلم
- كمال الشناوى "طاهر سليمان"
- نبيلة عبيد "الشغالة عواطف"
- فاروق الفيشاوى "عصام"
- حاتم ذو الفقار "عمر"
- عبد الله مشرف "دسوقي"

### وصلات خارجية
- مقالات تستعمل روابط فنية بلا صلة مع ويكي بيانات